# Халич, Иван
Иван Халич или Иоан Халич (рум. Ivan Halic или Ioan Halic, 18 сентября 1910 — 8 июля 1978) — румынский шахматист.
Чемпион Румынии 1936 г.
В составе сборной Румынии участник неофициальной шахматной олимпиады 1936 г.
Участник чемпионата Венгрии 1937 г. (играл вне конкурса, чемпионат проводился при участии иностранных шахматистов). Участник международного турнира в Бухаресте (1949 г.).

## Спортивные результаты
| Год  | Город    | Соревнование                                                   | + | − | = | Результат | Место |
| ---- | -------- | -------------------------------------------------------------- | - | - | - | --------- | ----- |
| 1936 | Бухарест | Чемпионат Румынии                                              |   |   |   |           | 1     |
|      | Мюнхен   | Неофициальная шахматная олимпиада (сборная Румынии, 7-я доска) |   |   |   | [ 1 ]     |       |
| 1937 | Будапешт | Чемпионат Венгрии                                              |   |   |   |           | [ 2 ] |
| 1949 | Бухарест | Международный турнир                                           |   |   |   | [ 3 ]     |       |